# Лукьянов, Александр Гаврилович
Алекса́ндр Гаври́лович Лукья́нов (род. 15 февраля 1953, Станислав, УССР, СССР) — советский и российский эстрадный композитор и певец. Автор более 500 песен из репертуара Надежды Чепраги, Маши Распутиной, Филиппа Киркорова, Аллы Пугачёвой, Натальи Сенчуковой, Натальи Ветлицкой и других звёзд эстрады. Наиболее известные композиции: «Отпустите меня в Гималаи», «Я родилась в Сибири», «Атлантида», «Глаза цвета виски», «Примадонна», «В Петербурге гроза» и другие.

## Биография
Александр Лукьянов родился 15 февраля 1953 года в украинском городе Станислав (ныне Ивано-Франковск) и вырос в Сызрани.
В пятом классе увлёкся рок-н-роллом. Создал школьную группу. Самостоятельно научился игре на гитаре. Экспериментировал с записью на портативный магнитофон, раскладывая известные песни на гитарные партии и записывая их поэтапно, методом многократного наложения.
Не имея возможности получить профессиональное музыкальное образование, по окончании школы уехал в Москву, где в Московском энергетическом институте училась старшая сестра. По её наставлению поступил в МЭИ, на факультет электронной техники по специальности «Полупроводниковые приборы».
На первом курсе создал свою рок-группу, но вскоре перешёл в основной состав институтского ансамбля «Гармония». В составе ансамбля много гастролировал по СССР и миру (Ангола, Куба, Болгария, Германия и др.). По окончании института поступил в аспирантуру, но, не дописав кандидатскую диссертацию, подал заявление об уходе.
Устроился музыкантом в Дом культуры металлургического завода «Серп и Молот», где проработал пять лет.
Несколько лет подрабатывал музыкантом в ресторанах, параллельно писал музыку. Записав кассету, показал материал Игорю Матвиенко, который познакомил Лукьянова с Леонидом Дербенёвым. По признанию самого композитора, эта встреча стала окончанием его сольной карьеры.
Долгое время Александр Лукьянов «держался в тени», не давая интервью и не показываясь на телевидении.
В 2019 году композитору поставили диагноз «лимфолейкоз», о чём он рассказал только через несколько лет в телевизионных программах на нескольких каналах.
В 2022 году написал песню «За Россию» ко Дню Победы.

## Семья
- Жена Ирина,
  - дочь Екатерина и внучки:
    - Даша и
    - Ульяна (Лукьяновы).

## Творчество
Записав в соавторстве с Дербенёвым песню «Лето — не зима», исполнив её на фестивале «Песня года-89» и сняв клип, Лукьянов на некоторое время перестаёт петь сам. По настоянию поэта, он предлагает шлягер «Лето — не зима» уже раскрученной на тот момент певице Маше Распутиной. Вместе они создают бо́льшую часть песен для альбомов «Городская сумасшедшая» и «Я родилась в Сибири».
В это же время композитор знакомится с Филиппом Киркоровым, который также исполняет песню «Лето — не зима», а также договаривается с Лукьяновым на создание новых песен.
Лукьянов выпустил два сольных альбома:
- «Шальная»
- «Падает снег»

## Исполнители песен Лукьянова
- Надежда Чепрага («Хочется да колется», «Обманщик»)
- Маша Распутина («Я родилась в Сибири», «Отпустите меня в Гималаи», «На белом Мерседесе», «Лето — не зима», «Подари мне это небо» и др.)
- Филипп Киркоров («Лето — не зима», «Атлантида», «Марина», «Примадонна», «Кто такой Филипп Киркоров?» и др.)
- Алла Пугачёва («В Петербурге гроза», «Грабитель», «Обручальная ночь», «Осторожно, листопад!», «Ты — мой сон», «Одуванчик»)
- Наталья Ветлицкая («Глаза цвета виски», «Птичка»)
- Наталья Сенчукова («Пирожок», «Лодка», «Хочу смеяться», «Кошки-мышки»)
- Группа «Дюна» («Женька», «Лим-пом-по», «День рождения»)
- Лариса Долина («Почувствуй моё сердце», «Аллергия на ложь», «Матрёшка»)
- Любовь Успенская («Вареники с вишнями», «Здравствуй, мой дорогой», «Разведённые», «Случайные связи», «Се ля ви» и др.)
- Татьяна Овсиенко («Свежий ветер», «Тёмная ночь»)
- Жасмин («Говорила мама», «Белая метель», «Каприз»)
- Валентина Толкунова («Моряк черноморского флота», «Там, где ты родился»)
- Ирина Аллегрова («Измена», «Обалденные глаза», «Всё нормально»)
- Екатерина Шаврина («Молодушки-молодки», «Не надо», «Акация»)
- Лев Лещенко («Танго под окном»)
- Ксения Георгиади («Найдись, мой милый!», «Ночью надо спать», «За нас с тобой»)
- Ефим Шифрин («Одинокий мужик», «Колыма»)
- Хелена Фишер («Я родилась в Сибири»)
- Юлианна Караулова («Мальчик из Твери»)

## Кино
- Песни Александра Лукьянова звучат в различных фильмах, хотя специально музыку для кино композитор никогда не писал.
- В 1990 году снялся в фильме «Наш человек в Сан-Ремо» в роли самого себя[5].

## Награды
- Премия ФСБ России (номинация «Музыкальное искусство», поощрительный диплом, 2007) — за песню «Русские солдаты» (совместно с Сергем Соколкиным).